# Florimond Durieu
Florimond Albert Durieu (Belœil, 27 oktober 1826 - Amsterdam, 5 juni 1916 of Belœil, 2 juli 1917) was een Belgisch volksvertegenwoordiger.

## Levensloop
Hij was een zoon van Edouard Durieu (1791-1868) en van Napoléone Descamps (1802-1891). Florimond was de oudste van zeven kinderen en bleef vrijgezel. In 1853 behaalde hij zijn diploma van kandidaat-notaris aan de ULB en was notaris in Belœil van 1863 (of 1866) tot 1917 (of 1914). 
Hij werd verkozen tot gemeenteraadslid van Belœil in 1855 en was er burgemeester van 1866 tot 1903. Hij was ook provincieraadslid van 1868 tot 1879.
In 1879 werd hij liberaal volksvertegenwoordiger voor het arrondissement Aat en vervulde dit mandaat tot in 1892.
De gegevens over de duur van zijn notariaatschap en die over zijn overlijden zijn uiteenlopend. Voor wat het notariaat betreft is waarschijnlijk meest geloof te hechten aan de gegevens van het Rijksarchief, zijnde 1863-1917 en voor wat betreft de overlijdensdatum is er enerzijds de hierna vermelde literatuur die 1916 opgeeft met overlijden in Amsterdam en anderzijds Geneanet die een datum in 1917 opgeeft, met overlijden in Belœil.